# 萨莫特洛尔油田
萨莫特洛尔油田位于俄罗斯乌拉尔联邦管区,是俄国最大的油田，储量超过200亿桶，不过油田已经处于开发的尾期，产量锐减。